# Pohronie
Die Region Pohronie (slowakisch Pohronský región (cestovného ruchu); deutsch etwa „Gran-Gebiet“) ist eine Tourismusregion in der Slowakei.
Sie erstreckt sich dem mittleren Lauf des Flusses Gran folgend über die Bezirke:
- Banská Štiavnica
- Zvolen
- Žarnovica
- Žiar nad Hronom
- Detva